# Árvacsalánfélék

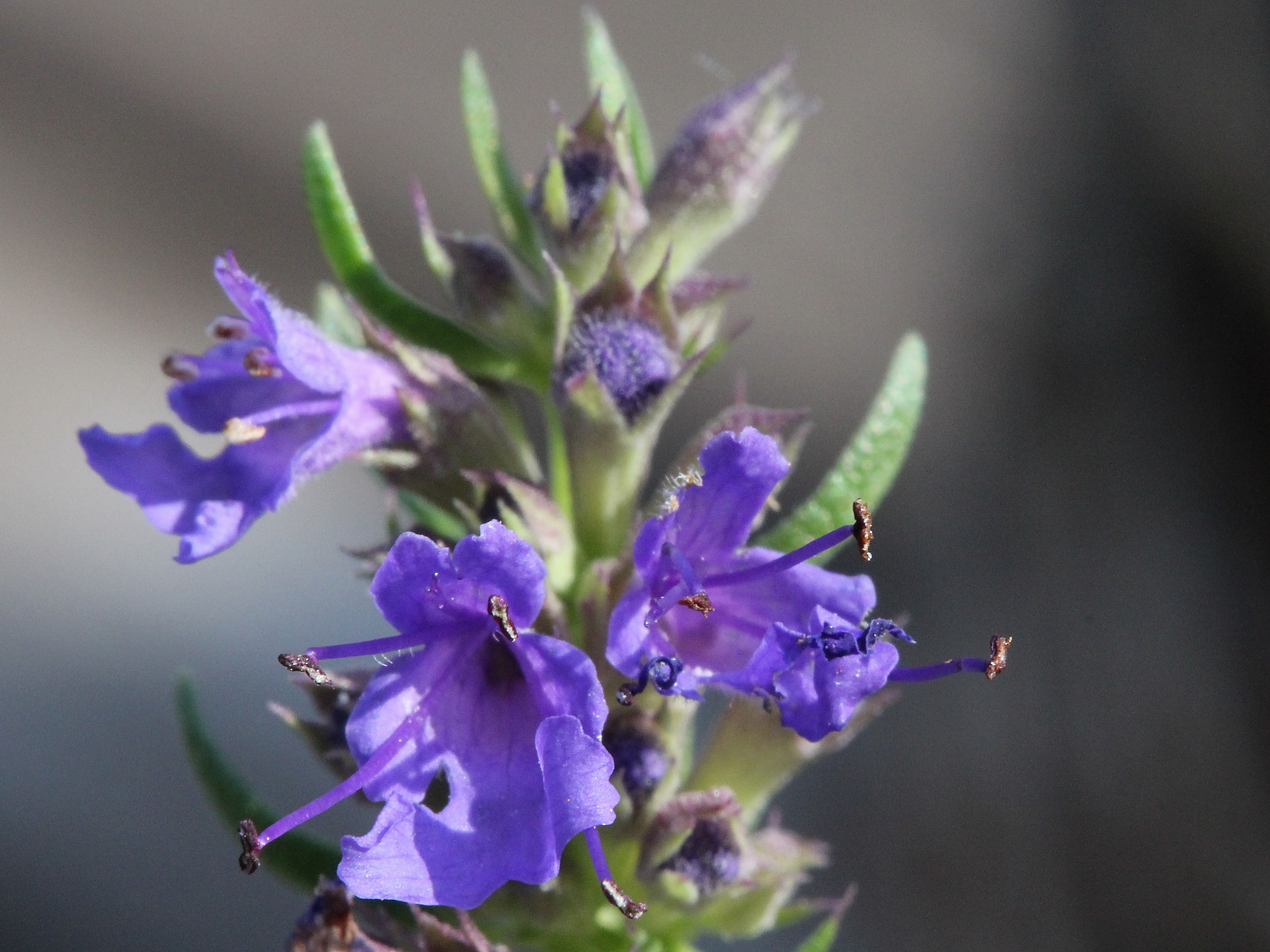
Kerti izsóp ajakos virága

Az árvacsalánfélék vagy ajakosok  családjába (Lamiaceae) mintegy 180 nemzetség és 3500 faj tartozik. Többnyire lágyszárúak vagy félcserjék, de fák (pl. tíkfa) is vannak közöttük. Jellemző rájuk a keresztben átellenes vagy örvös levélállás, a négyoldalú szár, a pálhák hiánya, a kétajkú csésze és párta, kétfőporzósak. Leveleik gyakran csipkés vagy fogas szélűek, virágaik sokszor levélhónalji örvökben állnak. A bibeszál gyakran besüllyedt, a magház alapjából ered, a bibe nem túl jelentős. A pollen exinéje a nyílásoknál nincs megvastagodva. Termésük hasadó makkocska, mely a két, egyenként két magkezdeményes termőlevélből fejlődik ki. Jellegzetes aromatikus illatuk van, több ide tartozó fajt gyógynövényként vagy fűszernövényként használnak fel.
A Labiatae a taxon korábbi latin neve volt, s jelenleg is szinonimaként használható a Lamiaceae helyett, azonban a Lamiaceae név egyre elterjedtebb.

## Nemzetségek
- Acanthomintha
- Achyrospermum
- Acinos
- Acrocephalus
- Acrotome
- Acrymia
- Aegiphila
- Aeolanthus
- Aeollanthus
- Agastache
- Ajuga
- Ajugoides
- Alajja
- Alvesia
- Amasonia
- Amethystea
- Anisochilus
- Anisomeles
- Antonina
- Asterohyptis
- Ballota
- Basilicum
- Becium
- Benguellia
- Betonica
- Blephilia
- Bostrychanthera
- Bovonia
- Brachysola
- Brazoria
- Bystropogon
- Calamintha
- Callicarpa
- Capitanopsis
- Capitanya
- Caryopteris – kékszakáll
- Catoferia
- Catopheria
- Cedronella
- Ceratanthus
- Chaiturus
- Chamaesphacos
- Chaunostoma
- Chelonopsis
- Chloanthes
- Cleonia
- Clerodendrum – végzetcserje
- x Clinomicromeria
- Clinopodium
- Colebrookia
- Coleus
- Collinsonia
- Colquhounia
- Comanthosphace
- Congea
- Conradina
- Cornutia
- Craniotome
- Cuminia
- Cunila
- Cyanostegia
- Cyclotrichium
- Cymaria
- Dauphinea
- Dicerandra
- Dicrastylis
- Discretitheca
- Dorystaechas
- Dracocephalum
- Drepanocaryum
- Eichlerago
- Elsholtzia
- Endostemon
- Englerastrum
- Eremostachys
- Eriope
- Eriophyton
- Eriopidion
- Eriothymus
- Erythrochlamys
- Eurysolen
- Fabricia
- Faradaya
- Fuerstia
- Galeopsis – kenderkefű
- Garrettia
- Geniosporum
- Glechoma – repkény
- Glechon
- Glossocarya
- Gmelina
- Gomphostemma
- Gontscharovia
- Gumira
- Hanceola
- Haplostachys
- Haumaniastrum
- Hedeoma
- Hemiandra
- Hemigenia
- Hemiphora
- Hemistegia
- Hemizygia
- Hesperozygis
- Heterolamium
- Hoehnea
- Holmskioldia
- Holocheila
- Holostylon
- Horminium
- Hosea
- Hoslundia
- Huxleya
- Hymenocrater
- Hymenopyramis
- Hypenia
- Hypogomphia
- Hyptidendron
- Hyptis
- Hyssopus – izsóp
- Isodictyophorus
- Isodon
- Isoleucas
- Kalaharia
- Karomia
- Keiskea
- Killickia
- Kinostemon
- Kudrjaschevia
- Kurzamra
- Lachnostachys
- Lagochilus
- Lagopsis
- Lallemantia
- Lamiastrum – erdei sárgaárvacsalán
- Lamiophlomis
- Lamium – árvacsalán
- Lavandula – levendula
- Leocus
- Leonotis
- Leonurus – gyöngyajak
- Lepechinia
- Leucas
- Leucosceptrum
- Limniboza
- Lophanthus
- Loxocalyx
- Lycopus
- Macbridea
- Madlabium
- Marmoritis
- Marrubium
- Marsypianthes
- Matsumurella
- Meehania
- Melissa
- Melittis – méhfű
- Mentha – menta
- Meriandra
- Mesona
- Metastachydium
- Microcorys
- Micromeria
- Microtoena
- Minthostachys
- Moluccella
- Monarda – méhbalzsam
- Monardella
- Monochilus
- Mosla
- Neoeplingia
- Neohyptis
- Nepeta – macskamenta
- Neustruevia
- Newcastelia
- Nosema
- Notochaete
- Obtegomeria
- Ocimum
- Octomeron
- Ombrocharis
- Oncinocalyx
- Origanum
- Orthosiphon
- Otostegia
- Oxera
- Panzerina
- Paraeremostachys
- Paralamium
- Paraphlomis
- Paravitex
- Peltodon
- Pentapleura
- Perilla
- Perillula
- Peronema
- Perovskia
- Perrierastrum
- Petitia
- Petraeovitex
- Phlomidoschema
- Phlomis – macskahere
- Phlomoides
- Phyllostegia
- Physopsis
- Physostegia
- Piloblephis
- Pitardia
- Pityrodia
- Platostoma
- Plectranthus
- Pogogyne
- Pogostemon – büdösmenta
- Poliomintha
- Prasium
- Premna
- Prostanthera
- Prunella – gyíkfű
- Pseuderemostachys
- Pseudocarpidium
- Pseudocaryopteris
- Pseudochamaesphacos
- Pseudomarrubium
- Puntia
- Pycnanthemum
- Pycnostachys
- Renschia
- Rhabdocaulon
- Rhaphidion
- Rhododon
- Rosmarinus
- Rostrinucula
- Rotheca
- Roylea
- Rubiteucris
- Rydingia
- Sabaudia
- Saccocalyx
- Salvia – zsálya
- Satureja
- Schizonepeta
- Schnabelia
- Scutellaria
- Sideritis – sármányvirág
- Siphocranion
- Skapanthus
- Solenostemon
- Spartothamnella
- Sphenodesme
- Stachydeoma
- Stachyopsis
- Stachys – tisztesfű
- Stenogyne
- Sulaimania
- Suzukia
- Symphorema
- Symphostemon
- Synandra
- Syncolostemon
- Tectona
- Teijsmanniodendron
- Tetradenia
- Teucridium
- Teucrium
- Thorncroftia
- Thuspeinanta
- Thymbra
- Thymus – kakukkfű
- Tinnea
- Trichostema
- Tripora
- Tsoongia
- Vitex – barátcserje
- Viticipremna
- Volkameria
- Warnockia
- Wenchengia
- Westringia
- Wiedemannia
- Wrixonia
- Zataria
- Zhumeria
- Ziziphora